# ライブ!
『ライブ!』は、仙台放送（OX）が月曜日 - 金曜日 15:59 - 19:00に編成していた複合型ローカル番組枠。2005年10月3日放送開始。3部構成で、最初の1時間が『ヨジテレビ!』、間の1時間が関東のニュースが中心の『仙台放送スーパーニュース』、最後の1時間が宮城県のローカルニュースが中心の『FNN仙台放送スーパーニュース』（全国ニュース『FNNスーパーニュース』を内包）である。
2006年12月22日に『ヨジテレビ!』が終了したことでこの『ライブ!』も終了した。2007年4月2日に『情報ライブ』というタイトルで再スタートを切ったが、2008年6月27日に終了した。

## 概要
10年以上の長い期間にわたって宮城県の夕方情報番組・夕方ニュースにおいてトップの地位に位するミヤギテレビ（NNN系列）の『OH!バンデス』とは直接交わらない16時台に始めた『ヨジテレビ!』だったが、2004年に『OH!バンデス』が16時台に繰り上げられ、3時間にもわたるワイド番組になった。当時を含めて今のところ視聴率面で『OH!バンデス』に大きく水をあけられる状態ではないが、一部の視聴者の中には「今後はOH!バンデスに視聴率を抜かされるかもしれない」と危惧する者もいた。そんな中、『F2スマイル』の終了によってドラマ再放送枠が増え、『ヨジテレビ!』の17時台に放送されていたドラマ再放送枠が不要になるという転機が訪れた。それを機に、『ヨジテレビ!』をリニューアルし、『仙台放送スーパーニュース』を2時間に拡大（前半1時間は『スーパーニュース』17時台の同時ネット）した上で両番組を統合して新たに誕生したのがこの『ライブ!』である。
なお、現在仙台放送では『ドラマα』と『ライブ!』の枠設定のため、平日午後に行われていたアニメの再放送が廃止された。また、番組冒頭ではオープニングが流れるが、エンディングでは『スーパーニュース』のものが使用されるため、『ライブ!』のエンディングは無い。

## 番組構成
| 放送開始時間 | 番組（コーナー）                          |
| ------------ | ----------------------------------------- |
| 15時59分     | ヨジテレビ!                               |
| 16時55分     | 仙台放送スーパーニュース（17時台東京版）  |
| 17時54分     | FNN仙台放送スーパーニュース（全国パート） |
| 18時16分     | FNN仙台放送スーパーニュース（ローカル枠） |